# 弾塑性
弾塑性（だんそせい）とは、弾性と塑性を両方とも持っている性質のこと。すなわち、加えた力が降伏応力に満たない場合は弾性が働き、物体が元の形に戻るが、加えた力が降伏応力を上回る場合は塑性が働き、物体は元の形に戻らなくなる性質。また、弾塑性を持つ物体を弾塑性体と呼ぶ。